# Гейнс, Константин Константинович
Константи́н Константи́нович Гейнс (2 сентября 1831 — не ранее 1905) ― отставной генерал-майор артиллерии русской армии, участник кавказских войн и ахал-текинской экспедиции, литератор (в частности описывал кампании, в которых принимал участие лично).

## Биография
Константин Гейнс родился 2 сентября 1831 года. Происходил из дворян Эстляндской губернии. Православного вероисповедания. Сын отставного генерал-майора Константина Карловича Гейнса и Аристеи Константиновны (гречанки из аристократической семьи Коминари- Корезо).
В офицерском чине с 17 июня 1854 года. 23 сентября 1856 года получил чин подпоручика, и в следующем году принял участие в боевых действиях на Кавказе. 28 августа 1858 года присвоен чин поручика. С октября 1862 по ноябрь 1864 годов в составе Пшехского отряда Гейнс принимал участие в завершающем этапе Кавказской войны. Во время последней кампании 23 ноября 1863 года «За боевые отличия» ему был присвоен чин штабс-капитана, а по окончании войны в 1865 году награждён орденом Св. Станислава 3-й степени с мечами и бантом. 29 августа 1867 года присвоен чин капитана, а 30 августа 1870 года произведён в подполковники. 9 декабря 1877 года вступил в должность командира батареи (по состоянию на 1878 г. — 4-й батареи 19-й артбригады).  1 января следующего года был присвоен чин полковника. После этого, Гейнс принял участие в Ахал-текинской экспедиции 1880―1881 годов. После гибели во время осады Геок-Тепе в бою с текинцами 28 декабря 1880 года начальника артиллерии правофланговых траншей подполковника Мамацева, Гейнс был назначен на его место. За ту экспедицию Гейнс был награждён медалью, орденами и золотой саблей «За храбрость».                 В дальнейшем командовал 3-й батареей 20-й артиллерийской бригады (до 1890 г.). По состоянию на 1905 год — генерал-майор в отставке.

## Награды
отечественные
- орден Св. Станислава 3-й ст. с мечами и бантом (1865)
- орден Св. Станислава 2-й ст. (1874)
- орден Св. Анны 2-й ст. с мечами (1880)
- орден Св. Владимира 4-й ст. с бантом [25 лет] (1880)
- золотая сабля «За храбрость» (1881)
- орден Св. Владимира 3-й ст. с мечами (1882)

иностранные
- орден Льва и Солнца 2-й ст. (Персия; 1881)